# Metacyclops dentatus
Metacyclops dentatus – gatunek widłonoga z rodziny Cyclopidae. Nazwa naukowa tego gatunku skorupiaków została opublikowana w 1981 roku przez rumuńskiego zoologa Corneliu Pleșa.